# Wojciech Adamiecki
Wojciech Adamiecki (ur. 20 sierpnia 1934 w Warszawie, zm. 14 stycznia 2008) – polski dziennikarz, reportażysta, tłumacz, dyplomata, ambasador RP w Izraelu.

## Życiorys
W 1955 ukończył anglistykę na Uniwersytecie Warszawskim. W okresie PRL-u był współpracownikiem tygodnika „Świat”, dziennikarzem „Sztandaru Młodych”. W latach 1950–1956 należał do ZMP, a w latach 1955–1969 – do PZPR.
Współpracował z „Biuletynem Informacyjnym” KOR-u. 23 sierpnia 1980 roku dołączył do apelu 64 uczonych, pisarzy i publicystów do władz komunistycznych o podjęcie dialogu ze strajkującymi robotnikami. W latach 1989–1990 pracownik redakcji „Gazety Wyborczej”, publicysta „Tygodnika Powszechnego” i „Rzeczpospolitej”. Pisał teksty o tematyce tatrzańskiej. Następnie pracował w służbie dyplomatycznej, m.in. w ambasadzie RP w Waszyngtonie. Był członkiem ekipy dyplomatycznej ambasadora Kazimierza Dziewanowskiego w okresie budowania sojuszu Polski ze Stanami Zjednoczonymi. Od 1995 do 1999 ambasador RP w Izraelu.
Odznaczony m.in. Nagrodą im. Ksawerego Pruszyńskiego.

## Wybrana bibliografia
- Górnicze przedwiośnie: reportaże o Lubelskim Zagłębiu Węglowym (współautor; Wydawnictwo Lubelskie, 1976)
- Jaskinia Zimna: wielki poker (wespół z Jakubem Kopciem i Andrzejem Gassem; Krajowa Agencja Wydawnicza, 1976 [2 wydania]; seria: „Express reporterów”)
- Pasje dnia powszedniego (Łódź 1979)
- Taniec z nożami (Iskry 1976)
- W cztery oczy (Czytelnik 1980, ISBN 83-07-0021-7-6)
- Zabiłem człowieka (Czytelnik 1977, Iskry 1989, ISBN 83-20-7117-2-X)
- Zdobyć Everest (Iskry 1984, ISBN 83-20-7073-2-3, seria „Naokoło świata”)
- Zagrożenie (Iskry 1980, ISBN 83-20-7014-0-6)